# Leonard Doroftei
Leonard Dorin Doroftei (Ausspracheⓘ; * 10. April 1970 in Ploiești, Kreis Prahova) ist ein ehemaliger rumänischer Profiboxer und derzeitiger Sportfunktionär. Von 2012 bis 2015 war er Präsident des rumänischen Boxverbandes.
Doroftei wurde bei den Amateuren 1995 Weltmeister und 1996 Europameister (jeweils im Leichtgewicht), zudem gewann er jeweils eine Bronzemedaille bei den Olympischen Spielen 1992 (Halbweltergewicht) und 1996 (Leichtgewicht). Als Profiboxer hielt er von Januar 2002 bis Oktober 2003 den WBA-Weltmeistertitel im Leichtgewicht.

## Amateurkarriere
Leonard Doroftei begann 1984 in der Boxabteilung des Clubs Prahova Ploiești mit dem Sport, wo sein Talent von Titi Tudor entdeckt wurde. Später trainierte er auch in den Clubs Steaua Bukarest und Freedom Star Farul Constanța. Trainiert wurde er unter anderem von Relu Auraş, Emil Popa und Ilie Dascălu.
Er wurde 1986 sowie 1987 Rumänischer Juniorenmeister und gewann 1988 eine Bronzemedaille im Bantamgewicht bei den Junioreneuropameisterschaften in Danzig.
1991 gewann er Bronze im Leichtgewicht bei den Militär-Weltmeisterschaften der CISM und konnte sich bei der europäischen Olympiaqualifikation 1992 in Italien durch Siege gegen Bruno Wartelle und Peter Claesson für die Olympischen Spiele 1992 in Barcelona qualifizieren. Dort besiegte er Edgar Ruiz, Arlo Chavez und Peter Richardson, ehe er im Halbfinale gegen Mark Leduc mit einer Bronzemedaille im Halbweltergewicht ausschied.
Bei den Europameisterschaften 1993 in Bursa gewann er ebenfalls Bronze im Halbweltergewicht, nachdem er im Halbfinale gegen Oktay Urkal unterlegen war. Bei den Weltmeisterschaften 1993 schied er im Viertelfinale gegen Jyri Kjäll aus.
1995 gewann er im Leichtgewicht bei den Weltmeisterschaften in Berlin, wobei er Tomas Jansson, Orest Sosnowka, Kamal Marjouane, Marco Rudolph und Bruno Wartelle besiegt hatte. In derselben Gewichtsklasse gewann er zudem 1996 bei den Europameisterschaften in Vejle durch Siege gegen Dariusz Snarski, Steven Küchler, Mekhak Ghazaryan, Vahdettin İşsever und Tontscho Tontschew.
Er war damit für die Olympischen Spiele 1996 in Atlanta qualifiziert, wo er sich gegen Julio Mboumba, Sergey Kopenkin und Koba Gogoladze ins Halbfinale des Leichtgewichts vorgekämpft hatte, wo er gegen Hocine Soltani ausschied und seine zweite olympische Bronzemedaille gewann.
Bei den Weltmeisterschaften 1997 unterlag er diesmal im Viertelfinale gegen Koba Gogoladze.
Darüber hinaus war Doroftei Rumänischer Meister 1992, 1993, 1994, 1996 und 1997. Insgesamt bestritt er 254 Kämpfe, von denen er 239 gewann.

## Profikarriere
Leonard Doroftei bestritt seine Profilaufbahn in Kanada, wo er von Interbox promotet und von Stéphan Larouche trainiert wurde. Er gewann sein Profidebüt am 24. April 1998 und siegte im April 1999 gegen Dillon Carew, der bei den Olympischen Spielen 1992 ebenfalls gegen Mark Leduc unterlegen war. Im September 2000 besiegte er Gairy St. Clair, der 2006 gegen Cassius Baloyi den IBF-Weltmeistertitel gewann.
2001 schlug er den bis dahin ebenfalls unbesiegten Martin O’Malley (17-0) und Emanuel Augustus. Er war somit bereits in 19 Kämpfen unbesiegt und boxte am 5. Januar 2002 in San Antonio gegen den argentinischen Titelträger Raúl Balbi (48-4) um den WBA-Weltmeistertitel im Leichtgewicht, den er durch einen knappen Punktsieg erringen konnte. Für diesen Erfolg wurde er am 22. Januar 2002 vom rumänischen Präsidenten Ion Iliescu mit dem Orden „Für Verdienst“ (Ordinul Național „Pentru Merit“) ausgezeichnet.
Im Mai 2002 gewann er den Rückkampf gegen Balbi einstimmig nach Punkten und boxte am 17. Mai 2003 in einer Titelvereinigung gegen den IBF-Weltmeister Paul Spadafora (36-0), wobei er ein Unentschieden erreichte und beide Boxer dadurch ihre Titel behielten. Doroftei wurde der WBA-Titel am 24. Oktober 2003 entzogen, da er das Leichtgewichtslimit für eine bevorstehende Titel-Verteidigung gegen Miguel Callist nicht einhalten konnte. Nächster Titelträger wurde Lakva Sim, der sich den vakanten Gürtel am 10. April 2004 mit einem Sieg gegen Callist sichern konnte.
Doroftei, welcher inzwischen in das Halbweltergewicht aufgestiegen war, boxte am 24. Juli 2004 gegen Arturo Gatti um die WBC-Weltmeisterschaft, verlor jedoch aufgrund eines schweren Körpertreffers durch Knockout in der zweiten Runde. Nach diesem Kampf beendete er seine Karriere.
Am 20. Dezember 2004 erhielt er vom rumänischen Boxverband eine Ehrenauszeichnung für seine sportlichen Erfolge (Premiul de excelenţă pentru întreaga activitate sportivă).

## Nach dem Boxen
Ende 2004 wurde Doroftei in den Trainerstab der Boxnationalmannschaft Rumäniens unter Francisc Vaștag aufgenommen. Am 23. November 2012 wurde er mit 84 von 115 Stimmen zum Präsidenten des rumänischen Boxverbandes gewählt und setzte sich damit klar gegen seinen Mitbewerber Fănel Trandafir durch. Er löste damit den seit 2005 im Amt befindlichen Rudel Obreja ab und behielt den Posten bis zum 13. November 2015.
Doroftei war zudem Inhaber eines nach ihm benannten Restaurants in Ploieşti. Er ist verheiratet, Vater von drei Kindern und lebt mit seiner Familie im kanadischen Laval (Québec).